# Proceedings of the IEEE
Les Proceedings of the IEEE est un périodique scientifique à comité de lecture publié par l’Institute of Electrical and Electronics Engineers (IEEE) qui se concentre sur le génie électrique et l'informatique.
Selon le Journal Citation Reports, les Proceedings of the IEEE ont l'un des plus grands facteurs d'impact en 2010 dans le domaine du génie électrique.

## Histoire
L'histoire du périodique remonte à 1913, quand l’Institute of Radio Engineers (IRE) lance sa publication officielle, les Proceedings of the IRE. Alfred Norton Goldsmith en est l'éditeur pendant les 42 premières années.
Quand IEEE est fondé en 1963 à la suite de la fusion de l'IRE et de l’American Institute of Electrical Engineers, le titre des Proceedings of the IRE est changé en Proceedings of the IEEE.